# 佐竹義許
佐竹 義許（さたけ よしもと、天保8年（1837年） - 嘉永5年6月20日（1852年8月5日））は、佐竹氏一門の佐竹北家16代当主。佐竹北家・角館9代所預。
実父は多賀谷厚孝。弟に多賀谷家知（- いえとも）。養父は外祖父の佐竹義術。婚約者は西家佐竹義茂の娘美恵子。養子は佐竹義倫。幼名、徳太郎。初名は義致（よしむね）。男系で佐竹義隣の仍孫（8世孫）にあたる。

## 経歴
天保8年（1837年）、久保田藩檜山所預多賀谷厚孝の長男として生まれる。母は佐竹義術の娘於庫。伯父（母の兄）の義陳が天保7年（1837年）に早世し、当主の義術も天保12年（1841年）に没したため、外祖父である義術の遺跡を相続する。北家の歴代当主と同様、書に秀でていたが、嘉永5年（1852年）16歳で早世した。家督は東家佐竹義祚の子義倫が養子となって相続した。
婚約者の美恵子は義許の没後も実家西家には戻らず、高橋宗典に師事して和歌を学び、明治25年（1892年）に58歳で没している。